# Сергиенко, Алексей Владимирович
Алексей Владимирович Сергиенко (род. 29 ноября 1968, Ленинград, СССР) — российский художник, предприниматель.

## Биография
Алексей Сергиенко родился 29 ноября 1968 года в Санкт-Петербурге.  Живет и работает в своей галерее рядом с Казанским собором. Его основным направлением в творчестве долгое время называли поп-арт и полит-арт, однако позже художник переключился на акционизм, перформанс, инсталляцию и скульптуру. Одна из самых узнаваемых работ — «Ромашки», которая была написана в 2012 году. «Ромашки» стали фирменным стилем художника и присутствуют почти в каждой работе. В том же году он превратил в арт-объект свой автомобиль BMW X6 — путём переноса принта своей работы «Ромашки» на всю поверхность автомобиля.
Алексей известен достаточно провокационными арт-проектами, например коллекция картин «Президент. Добрейшей души человек», картины из которой находятся в Кремле, Государственной Думе, МИДе, Совете Федерации.
В 2014 году в продаже появился шоколад, на обертке которого были изображения картин из коллекции. Продолжением серии стала коллекция «Родина», основным мотивом которой выступили символы России - Путин, кремлёвские звезды, березки, матрешки, ромашки. Коллекция выставлялась в парижском Лувре, а также послужила основой для создания в 2014 году бренда одежды, а в 2015 году – коллекции мебели. В 2016 году прошла выставка картин «Эмоции мира», созданная ко дню рождения Путина. Коллекция показывает разнообразие эмоций, выражаемых главой государства, созданных на основе фотохроники, публикуемой в СМИ.
Также в числе его проектов значатся: «Машина времени» (арт-объект, переносящий людей в детство), «Музей Эмоций» (интерактивный музей, рассказывающий об эмоциональном интеллекте), о котором заведующий отделом современного искусства Государственного Эрмитажа Дмитрий Озерков отозвался так: «Посещение такого музея неизбежно дает импульс к развитию нашего эмоционального интеллекта, а значит, к формированию более точного и самостоятельного представления о мире. Эмоциональная широта — необходимое свойство человека будущего для выживания в мире, который уже почти целиком контролирует искусственный интеллект». Другие проекты художника: «Автобус счастья» (рейсовый автобус в ромашках, делающий людей счастливыми), перформанс «Приглашаю на свои похороны» (художник провел собственные похороны), перформанс «Йога – это искусство» в Главном Штабе Эрмитажа, памятники Александру II на территории Академии Следственного комитета РФ, А. Девиеру – первому генерал-полицмейстеру Санкт-Петербурга по заказу МВД и т.д. Всего в общей сложности у художника более 1000 реализованных проектов.
Одним из первых проектов Сергиенко является общественная организация «Центр поддержки искусств Санкт-Петербурга», объединяющая уличных художников и мастеров народного промысла. Алексей сам торговал с 1989 по 1992 год на улице своими фарфоровыми изделиями, работая художником на заводе и учась в университете. В 2020 году ЦПИ стал долгосрочным арендатором фильтроозонной станции на Пеньковой улице Санкт-Петербурга, которая после ремонта должна стать центром современного искусства «Арт-станция»
Свои выставки художник в основном проводит в Санкт-Петербурге и в Москве также участвует в международных выставках в Америке, Италии, Франции, Швейцарии и т.д.
Алексей Сергиенко совместно с миллиардером Игорем Рыбаковым создали арт-объект "Денежный трон Х10" — стеклянный трон, наполненный $1 млн.
В октябре 2020 года на фасаде жилого комплекса в Мурино появилось граффити, автором которого выступил Алексей Сергиенко. Рисунок художник подарил всем медикам, которые борются с коронавирусом. Весной 2021 года граффити было занесено в Книгу рекордов России.

## Выставки
- 2013 — ArtExpoNewYork, «Sergienko Gallery», Нью-Йорк, США;
- 2014 — Carousell du Louvre, «Sergienko Gallery», Париж, Франция;
- 2015–2019 — постоянный участник VK Fest , Санкт-Петербург, Россия;
- 2016 — выставка «Реализмы», перформанс «Йога – это искусство», Эрмитаж, Санкт-Петербург;
- 2018 — I giorni di San Pietroburgo nelle Marche Сергиенко, Сенигаллия , Италия;
- 2019 — Art Residense , презентация арт-объекта «Денежный трон Х10», соавтор Игорь Рыбаков, Москва.
- 2020 – Art Russia[25], Москва.

## Личная жизнь
Отец семерых детей.
Уже 28 лет Алексей преподает йогу по собственной методике.